# Dromedaris (schip, 1646)
De Dromedaris (ook: Drommedaris) was een van de drie schepen waarmee Jan van Riebeeck werd uitgestuurd om de Kaapkolonie te stichten. De Dromedaris werd voor de  Kamer van Amsterdam gebouwd in 1645 in Amsterdam en bleef in de vaart tot 1661.

## Eerste reis
Op 23 april 1646 vertrok de Dromedaris vanuit Texel voor haar eerste reis naar Batavia, waar zij na negen maanden varen, op 23 januari 1647 aankwam. Twee jaar later, op 19 januari 1649, begon de terugreis naar Texel via  de Kaap, waar zij in april een tussenstop maakte. Deze terugreis duurde 'slechts' zes maanden en 13 dagen, want op 1 augustus 1649 liep de Dromedaris bij Texel binnen.

## Tweede reis
Omdat een oorlog met Engeland dreigde, werd het van groter belang dat de Hollandse schepen tijdens de lange route van Europa naar Azië onderweg een aantal eigen steunpunten kregen. Drie schepen, Dromedaris, Reiger en  Goede Hoop vertrokken op 24 december 1651 naar de strategisch gelegen Kaap om daar tezamen op 6 april 1652 te arriveren. Jan van Riebeeck, welke aan boord was op de Dromedaris, had de opdracht om een vesting te bouwen op de Kaap, op 15 mei werd aan het fort de naam Goede Hoop gegeven. De drie boten vervolgden elk hun reis naar Batavia op een ander moment, op 25 mei 1652 vertrok de Dromedaris naar Batavia. Op diezelfde dag kwam het schip genaamd Hoff van Zeelandt (1643-1670) bij de vesting aan. Dit schip was op 31 januari uit Zeeland vertrokken, met schipper Jan Overstraten. Na dit vijfde bezoek aan de Kaap vertrok het schip op 1 juni.
Aagtekerke · Akerendam · Amsterdam · Arnhem · Batavia · Bleijenburg · Concordia · De Dry Heuvels · De Dry Papegaijtiens · Dromedaris · Duyfken · Eendracht · Eendraght · Fortuyn · Geldermalsen · Gouden Buys · Goudriaan · 't Gulden Zeepaert · Halve Maen · Hof van Zeelandt · Hollandia · Landskroon · Leeuwin · Magdalena · Mauritius · Meermin · Midloo · Negotie · Nieuw Hoorn · Nieuwvliet · Nijenburg · Oude Zijpe (1711) · Oude Zijpe (1740) · Prins Willem · Rarop · Ravenstein · Ridderschap van Holland · Saerdam · Schiedam · Valkenbos · Vergulde Draeck · 't Vliegend Hert · Voetboog · Wapen van Amsterdam · 't Wapen van Hoorn · Westerbeek · Wimmenum · Zuytdorp · Zeewijk